# Championnats d'Europe de gravel 2023
Navigation
2024
Les Championnats d'Europe de gravel 2023 sont la 1re édition de ces championnats d'Europe. Ces championnats font également offices des championnats de Belgique. Ils ont lieu le 1er octobre 2023 à Oud-Heverlee en Belgique.

## Podiums
| Épreuves | Or             | Argent        | Bronze         |
| -------- | -------------- | ------------- | -------------- |
| Hommes   | Jasper Stuyven | Tim Merlier   | Paul Voss      |
| Femmes   | Lorena Wiebes  | Fem van Empel | Elena Cecchini |

- L'Australienne Tiffany Cromwell arrivée première n'a pu endosser le maillot de championne d'Europe de gravel 2023, car elle n'est pas européenne.
- Jasper Stuyven endosse le premier maillot de champion de Belgique élite hommes de gravel 2023.
- Marthe Truyen endosse le premier maillot de championne de Belgique élite femmes de gravel 2023.

## Tableau des médailles
| Rang  | Nation    | Or | Argent | Bronze | Total |
| ----- | --------- | -- | ------ | ------ | ----- |
| 1     | Belgique  | 1  | 1      | 0      | 2     |
| 1     | Pays-Bas  | 1  | 1      | 0      | 2     |
| 3     | Allemagne | 0  | 0      | 1      | 1     |
| 3     | Italie    | 0  | 0      | 1      | 1     |
| Total | Total     | 2  | 2      | 2      | 6     |

## Classements
| Pos                        | Cycliste           | Pays      |    | Temps           |
| -------------------------- | ------------------ | --------- | -- | --------------- |
|                            | Jasper Stuyven     | Belgique  | en | 4 h 16 min 27 s |
| Médaille d'argent, Europe  | Tim Merlier        | Belgique  | +  | 1 min 21 s      |
| Médaille de bronze, Europe | Paul Voss          | Allemagne | +  | 1 min 21 s      |
| 4                          | Gianni Vermeersch  | Belgique  | +  | 1 min 21 s      |
| 5                          | Florian Vermeersch | Belgique  | +  | 1 min 22 s      |
| 6                          | Petr Vakoč         | Tchéquie  | +  | 1 min 23 s      |
| 7                          | Bert Van Lerberghe | Belgique  | +  | 4 min 20 s      |
| 8                          | Frederik Raßmann   | Allemagne | +  | 4 min 20 s      |
| 9                          | Lander Loockx      | Belgique  | +  | 4 min 22 s      |
| 10                         | Kevin Panhuyzen    | Belgique  | +  | 4 min 26 s      |

| Pos                        | Cycliste             | Pays     |    | Temps           |
| -------------------------- | -------------------- | -------- | -- | --------------- |
|                            | Lorena Wiebes        | Pays-Bas | en | 3 h 50 min 14 s |
| Médaille d'argent, Europe  | Fem van Empel        | Pays-Bas | +  | 0 s             |
| Médaille de bronze, Europe | Elena Cecchini       | Italie   | +  | 2 s             |
| 4                          | Barbara Guarischi    | Italie   | +  | 4 min 55 s      |
| 5                          | Pauliena Rooijakkers | Pays-Bas | +  | 8 min 54 s      |
| 6                          | Tessa Neefjes        | Pays-Bas | +  | 9 min 35 s      |
| 7                          | Giada Borghesi       | Italie   | +  | 9 min 35 s      |
| 8                          | Marthe Truyen        | Belgique | +  | 9 min 36 s      |
| 9                          | Barbara Borowiecka   | Pologne  | +  | 12 min 47 s     |
| 10                         | Yara Kastelijn       | Pays-Bas | +  | 14 min 34 s     |